# Álex Mohamed
Al-Lal Mohamed Amar, meglio noto come Álex Mohamed, Álex Mohand o semplicemente Álex (Melilla, 25 dicembre 1957), è un ex calciatore spagnolo, di ruolo difensore.

## Biografia
Di origini marocchine, è nato nel Natale del 1957 a Melilla, città autonoma spagnola situata sulla costa settentrionale dello stato africano. Successivamente si spostò in Andalusia, regione della penisola iberica dove giocò per tutta la sua carriera calcistica.

## Caratteristiche tecniche
Difensore poderoso, il suo ruolo naturale era quello di libero, ma veniva spesso impiegato anche come centrale di difesa. Occasionalmente poteva giocare anche da terzino destro.

## Carriera
Entrato a far parte delle giovanili del Real Betis Balompié negli anni settanta, dalla metà di questi venne aggregato alle riserve dei verderones e cominciò a collezionare presenze in amichevoli con la prima squadra.
Nella stagione 1978-1979 venne ceduto in prestito, per trovare più spazio, allo Xerez CD in Segunda División B. Con il club disputò, in una stagione, 30 match, segnando 3 goal.
Ritornato al Betis, debuttò l'8 settembre 1979 subentrando al 30º minuto al posto di Carlos Peruena contro il Rayo Vallecano. In seguito a un periodo da turnover, divenne titolare inamovibile della formazione verdiblanca, e il 1º aprile 1984, al Mini Estadi di Barcellona contro il Real Club Deportivo Mallorca, segnò su un calcio d'angolo di Julio Cardeñosa il goal decisivo della partita (1-0), il suo primo per il Betis e il numero 1000 della storia del club.
Dopo otto stagioni, nell'estate del 1987, Álex lasciò la squadra per trasferirsi al Real Club Recreativo de Huelva.
Trascorso un anno tornò allo Xerez, ma dopo la retrocessione di questo dalla Segunda División nel 1991 abbandonò il calcio professionistico e passò al Polideportivo Ejido.
Concluse la sua carriera alla squadra della città di San Juan de Aznalfarache.